# Begonia porteri
Begonia porteri là một loài thực vật có hoa trong họ Thu hải đường. Loài này được H.Lév. & Vaniot mô tả khoa học đầu tiên năm 1910.